# Fleetfängelset
Fleetfängelset (på engelska: Fleet Prison) var ett fängelse som låg bredvid floden Fleet i London, England. Det byggdes 1197 på den plats som numera heter Farringdon Road (i Clerkenwell), på den östra sidan av floden Fleet. Fleetfängelset användes först som ett sorts häkte för de som skulle prövas i Stjärnkammaren, för att senare bli en gäldstuga och för personer som visat förakt för kanslersrätten. 1381 förstördes fängelset av Wat Tylers män under ett uppror. Under den stora branden i London 1666 brann fängelset ned, men det byggdes senare upp igen. 
Under 1700-talet var de flesta fångarna i Fleetfängelset inspärrade på grund av ekonomiska problem och brott. Fängelset höll runt 300 personer och likt Marshalsea delades det upp i två delar: Common Side (den restriktiva och mödosamma delen) och Master's Side (där fångarna betalade hyra för sin vistelse). Under denna tid drevs brittiska fängelser som vinstinriktade företag. Fleetfängelset hade de högsta avgifterna i England. 
Fleetfängelset förstördes under ännu ett uppror, denna gång 1780, och byggdes upp igen 1781–82. 1842 förflyttades fångarna ut ur Fleetfängelset till andra fängelser efter ett parlamentsbeslut och det stängdes två år senare. 1846 revs fängelset.
Nedan följer några av de personer som satt fängslade i Fleetfängelset under dess aktiva tid:
- John Donne, som satt fängslad där 1601.
- Samuel Byrom, som satt fängslad där 1725.
- Francis Tregian d.y.
- George Thomson, som satt fängslad där 1644.
- Edmund Dummer.
- Henry Mordaunt, 4:e baron Mordaunt.
- Edward Stourton, 10:e baron Stourton.
- John Jones av Gellilyfdy, som satt fängslad där flera gånger mellan 1617 och 1650-talet.
- Moses Pitt.
- John Cleland.
- Charles Clerke.
- William Smith.
- Charles Hall.
- William Penn, som satt fängslad där 1707.
- Jørgen Jürgensen.